# 869 Mellena
869 Mellena
869 Mellena là một tiểu hành tinh ở vành đai chính. Nó được R. Schorr phát hiện ngày 9.5.1917 ở Bergedorf (Đức), và được đặt theo tên Werner von Melle, thị trưởng thành phố Hamburg, người đã khuyến khích việc thành lập Đại học Hamburg.